# Max Weber (szociológus)
Max Weber (teljes nevén: Emil Maximilian Weber; Erfurt, 1864. április 21. – München, 1920. június 14.) német közgazdász, szociológus, Karl Marx és Émile Durkheim mellett a modern szociológia alapító atyja. Legfontosabb munkái a társadalomtudományok racionális alapokra fektetéséről szólnak, de sokat publikált közgazdasági témákban is. Legfontosabb műve A protestáns etika és a kapitalizmus szelleme, mely vallásszociológiai munkássága kezdetét jelentette. Weber szerint a keleti és nyugati világ fejlődése közötti különbség oka elsősorban a vallás. A politika mint hivatás című művében az államot a fizikai erőszak alkalmazásának monopóliumával rendelkező szervként írta le, ami a politikatudomány kulcsfogalmává vált.

## Élete és pályája
Weber a németországi Erfurtban született, id. Max Weber és Helene Fallenstein a hét közül legidősebb gyermekeként. 1868-ban születik öccse, Alfred Weber, aki szintén közgazdász és szociológus. Édesapja politikus, későbbi parlamenti képviselő, így házukban gyakran megfordultak neves tudósok és a politikai élet szereplői, így az ifjú Weber gyermekkorát pezsgő légkörben töltötte.
Korán érő típus volt: 13 éves korában szüleinek két történelmi típusú esszét ajándékozott karácsonyra, melyek A német történelemről, különös tekintettel a császár és a pápa helyzetére illetve A római birodalmi korszak I. Konstantin császártól a népvándorlásig címet viselték. 14 éves korában tanulmányt írt, melybe számtalan referenciát helyezett el Homérosz, Vergilius, Cicero és Titus Livius munkáira, valamint jelentős ismeretekkel rendelkezett Goethe, Spinoza, Kant és Schopenhauer írásaival kapcsolatban is az egyetemi tanulmányai megkezdése előtt. Ennek ismeretében egyértelműnek tűnt, hogy Weber a társadalomtudományok művelésének szenteli magát.

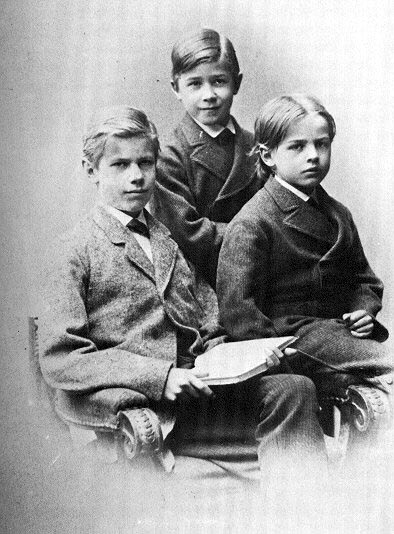
Max Weber és öccsei, Alfred és Karl 1879-ben

1882-ben kezdte meg jogi tanulmányait a Heidelbergi Egyetemen, ahol főszakként édesapja szakterületét választotta. A jogi tárgyak mellett közgazdasági és középkori történelmi előadásokat hallgatott, valamint rengeteg teológiai témájú szöveget olvasott. Egyetemi tanulmányai során a sorkatonai szolgálatának is eleget tett. 1884 őszén visszatért szüleihez és a Berlini Egyetemen folytatta tanulmányait, melyet csak a Göttingeni Egyetemen töltött rövid időre, illetve katonai kiképzések idejére szakított meg. A berlini bíróságon dolgozott, majd 1886-ban letette szakvizsgáját. Az 1880-as évek végén történelemmel foglalkozott. Jogi doktorátusát 1889-ben szerezte jogtörténeti témájú disszertációjával, mely a Középkori gazdasági szervezetek címet viselte. Habilitációját két évvel később a Római agrártörténelem és jelentősége az alkotmány- és magánjog területén címmel írta meg. Ennek megfelelően jogosulttá vált az egyetemi tanári kinevezésre.
A disszertációi között eltelt két évben Weber aktuális társadalompolitikai kérdésekkel foglalkozott. 1888-ban belépett a Társadalompolitikai Egyletbe (Verein für Socialpolitik), melyet azok a német közgazdászok és a történeti iskola tagjai alapítottak, akik a kor széles körű társadalmi problémáinak megoldását elsősorban a közgazdaságtantól remélték, és akik nagy kiterjedésű statisztikákat készítettek ezen problémák tanulmányozására.
1890-ben a „Verein” megbízta a lengyel kérdés vizsgálatával, így a külföldi paraszti munkaerő bevándorlását elemezte az iparosodott Németország keleti tartományaiba. A tanulmányt kiváló módszertani kutatási metodikája miatt sokan dicsérték és Weber az agrárgazdaságtan elfogadott szakértőjévé vált.

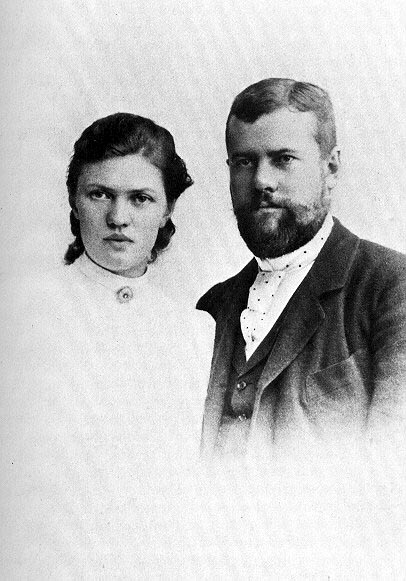
Max Weber és felesége, Marianne 1894-ben

1893-ban elvette unokatestvérét, Marianne Schnitgert, aki feministaként és íróként már ismert volt. A következő évben a Freiburgi Egyetemre kinevezték a közgazdaságtan tanárának, majd 1896-ban a Heidelbergi Egyetemre került. 1897-től egészen 1901-ig betegsége – valószínűleg idegösszeomlás – miatt gyakran kellett teljesen szüneteltetnie tudományos munkáját: halála előtt összeveszett apjával és nem volt alkalma kibékülnie.
1903-ban Weber a Archiv für Sozialwissenschaft und Sozialpolitik (Társadalomtudományi és Szociálpolitikai Iratok) című folyóirat társszerkesztője lett. Úgy érezte, hogy nem képes visszatérni a rendszeres tanításhoz, ezért kutatóként dolgozott tovább, amiben egy 1907-es örökség is segítette. 1904-ben az Egyesült Államokba látogatott és részt vett a Művészeti és Tudományos Konferencián, amit a Louisianai Világkiállítással együtt tartottak St. Louisban. 1905-ben jelent meg leghíresebb műve, A protestáns etika és a kapitalizmus szelleme. Ez a tanulmány alapozta meg későbbi, a kultúra és vallás nemzetközgazdasági hatásaival foglalkozó kutatásait.

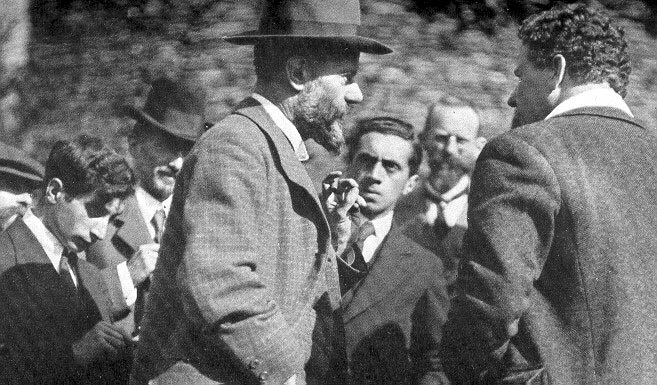
Max Weber 1917-ben

Az első világháborúban egy ideig a heidelbergi katonai kórház igazgatójaként szolgált. 1918-ban a Német Fegyverszüneti Bizottság tanácsadója volt a versailles-i békeszerződés megkötésekor és részt vett a weimari alkotmány megírásában. Weber tartott egy német kommunista forradalom kitörésétől, ezért javaslatára került be a 48. cikkely a német alkotmányba, melyet később Adolf Hitler használt fel a hadijog bevezetésére.
1918 után visszatért a tanításhoz, először a Bécsi Egyetemen, majd következő évtől a Lajos–Miksa Egyetemen. Münchenben megalapította az első német szociológiai tanszéket, de szociológusként maga sosem kapott kinevezést. A politikával kapcsolatos foglalkozást az 1919 és 1920 közötti jobboldali mozgolódás miatt hagyta abba; müncheni kollégái és diákjai lenézték beszédeiért és baloldali magatartásáért az 1918–19-es németországi forradalom során. Jobboldali diákok egy csoportja a lakása előtt is tüntetett.
Tüdőgyulladásban halt meg 1920. június 14-én Münchenben. Művei jelentős részét halála után találták meg és posztumusz adták ki őket. Írásait olyan nagyságok elemezték, mint Talcott Parsons és C. Wright Mills.

## Munkássága
Ma Webert Marxszal és Durkheimmel együtt a modern szociológia alapítóinak tekintik, miközben kortársai elsősorban történésznek és közgazdásznak tartották. Míg azonban Durkheim Comte-hoz hasonlóan a pozitivistákhoz tartozott, addig Weber az antipozitivisták közé sorolható, csakúgy, mint barátja és a német szociológia jeles képviselője Werner Sombart. Weber munkássága indította el az antipozitivista forradalmat a társadalomtudományokban, amely hangsúlyozta a különbséget a társadalom- és természettudományok között.
A hatalomról alkotott elméleteiben megkülönböztette a fizikai kényszer fenyegetésén alapuló hatalmat az uralomtól, amelynek alapja a társadalom tagjainak az a meggyőződése, hogy a kormányzat jogos, azaz legitim. A legitimitás 4 formáját különböztette meg: a transzcendentális (a hatalmat vallási érvekkel bizonyították, például Egyiptomban a Napkirály), tradicionális (királyi), a karizmatikus (népvezérek) és a racionális (választásokon alapuló, jogszabályokat követő) uralom legitimitását. Weber a történeti fejlődésben a racionális uralom térhódítását gondolta, annak jó és rossz oldalaival együtt.
Tudományos munkásságának jelentős részét vallásszociológiai kutatások alkotják. Ezek alapkérdése, miképp hatottak a különböző vallások a társadalomra, a politikára és a gazdaságra. Webernél a gazdaság, különösen a kapitalista gazdaság kifejlődése, a modern gazdaság kialakulása függ az adott társadalom vallási nézeteitől (A protestáns etika és a kapitalizmus szelleme).

### Vallásszociológiája
Weber vallásszociológiai munkássága A protestáns etika és a kapitalizmus szelleme című művel kezdődött, majd a Kína vallása: Konfucianizmus és taoizmus, India vallása: a hinduizmus és buddhizmus szociológiája, és Az ókori zsidóság című elemzésekkel folytatódott. Kisebb szünetekkel élete végéig dolgozott ezeken a művein, melyek nagy része a Világvallások gazdasági etikája című művében kapott egységes formát. A vallásszociológiával kapcsolatos kutatásainak 1920-ban bekövetkezett váratlan halála vetett véget, amely megakadályozta Az ókori zsidóság tervezett folytatását is – a Zsoltárok könyvéről, a talmudi zsidóságról, a korai kereszténységről és az iszlámról szóló tervezett tanulmányokkal. A három általa vizsgált fő téma (1.) a vallási eszmék hatása a társadalmi folyamatokra, (2.) a vallási eszmék és a társadalmi rétegződés közötti kapcsolat és (3.) a nyugati civilizáció megkülönböztető jellegzetességei volt.
Vallásszociológiai munkásságának fő célkitűzése az volt, hogy megtalálja Kelet és Nyugat fejlődési iránya eltérésének okait, anélkül azonban, hogy eközben értékelné ezt a két nagy kultúrkört – szemben azzal, ahogyan azt Weber néhány, a szociáldarwinista paradigmát követő kortársa tette. Weber elsősorban arra törekedett, hogy megmagyarázza a Nyugati civilizáció meghatározó jegyeit. A Nyugati civilizáció fejlődésének vizsgálata során Weber arra a következtetésre jutott, hogy a kálvinista (általánosabban: a protestáns) eszmék meghatározó befolyással bírtak a nyugati társadalmi intézményekre, és az európai, illetve az amerikai gazdaság fejlődésének irányára, de azt is hangsúlyozta, hogy ezek az eszmék nem egyedüli tényezők voltak ebben a fejlődésben. További ilyen tényezőkként említi Weber a tudományos kutatás racionalizmusát, a megfigyelésnek a matematikával történő egyesítését, a jogtudomány és a tudományos munkaszervezés elméletét, a kormányzati adminisztráció és a gazdasági vállalkozások racionális szisztematizációját. Végül, a vallásszociológiai kutatás, Weber szerint, a varázslat alól feloldást, „a világ varázstalanítását” tárhatja fel olyan fázisként, amely alapvetően meghatározza a Nyugati civilizáció arculatát.

### A protestáns etika és a kapitalizmus szelleme
Weber nagyszabású munkája, A protestáns etika és a kapitalizmus szelleme életművének leghíresebb írása. Sokan hangsúlyozzák, hogy ezt a könyvet nem annyira a protestantizmusnak szentelt részletes tanulmánynak kell tekintenünk, mint inkább Weber kései műveihez szóló bevezetésnek – különös tekintettel a vallási eszméknek a gazdasági tevékenységre gyakorolt hatásait vizsgáló kései írásaira. A protestáns etika és a kapitalizmus szelleme című könyvében Weber annak az elképzelésének ad hangot, hogy a kapitalizmus fejlődését alapvető módon határozták meg a kálvinista eszmék és a kálvinista erkölcs. Noha a vallási áhítatot a leginkább úgy szokták elképzelni, mint ami világi ügyek, és – ennélfogva – a gazdasági törekvések elutasításával jár együtt, úgy tűnik, a protestáns vallás esetében mégsem teljesen ez a helyzet. Ez a mű elsősorban ennek az ellentmondásnak a feloldásával foglalkozik.
A „kapitalizmus szellemét” Weber úgy határozza meg, mint azon eszmék és szokások összességét, amelyek a gazdasági haszonra való racionális törekvésre irányulnak. A „kapitalizmus szellemének” meghatározása után a szerző a mellett érvel, hogy jó okunk van arra, hogy a felsorolt tényezők többségének gyökereit a reformációban keressük. Webert megelőzően több szerző felfigyelt már a protestantizmus és a kereskedelmi szellem közötti kapcsolatra – így például többek között William Petty, Montesquieu, Henry Thomas Buckle és John Keats.
Weber rámutatott arra, hogy a protestantizmus – különösen a kálvinizmus – támogatja a gazdasági haszonra való törekvést, és a világi tevékenységeket, olyannyira, hogy ezeknek pozitív szellemi és erkölcsi jelentést ad. Ez ugyan nem volt ezeknek az eszméknek a kifejezett célja, hanem csupán egyfajta melléktermékük volt – mégis, ez a melléktermék szükségszerűen következett a protestáns tanítások belső logikájából; és az ezeken a tanításokon alapuló életvezetési tanácsok, mind direkten, mind indirekten támogatták a gazdasági haszonra való törekvésen alapuló tervezést és önmegtagadó életvitelt. Az egyik elterjedt illusztráció szerint ilyen a cipész, aki munkája fölé hajolva, az általa elkészített műben és mű által dicséri az Urat. Hovatovább a protestantizmus fölmagasztosította a világi tevékenységek mindegyikét, „elhivatásoknak” („Beruf”) nevezve őket, amelyek gyarapítják a közjót, és amelyeket megáldott az Úr és amelyek a maguk módján épp annyira üdvösek és üdvözítők, mint bármelyik „szent” tevékenység. Az a református nézet, amely szerint az élet valamennyi területe szent, amennyiben azt Istennek ajánlva űzik, és az élet táplálása és gyarapítása isteni célkitűzésének szándékába állítják, alapvetően meghatározta a munkáról vallott össztársadalmi képet.
Weber azt állította, hogy azért hagyott fel a protestantizmus vizsgálatával, mert kollégája, Ernst Troeltsch, teológia professzor megjelentetett egy alapvető munkát, A keresztény egyházak és szekták társadalmi tanításairól címmel. Egy másik ok Weber döntése mellett az volt, hogy ez a szöveg gondoskodott szerzője számára egy átfogó perspektíváról az egyes társadalmak és vallások széles körű összehasonlítására – amit Weber későbbi írásaiban folytatott.

## Művei

### Magyarul
- A protestáns etika és a kapitalizmus szelleme; ford. Vida Sándor; Franklin, Bp., 1924 (Ember és természet)
- Gazdaság és társadalom. Szemelvények; összeáll. Varga Iván, ford. Józsa Péter, bev. Kemény István; Közgazdasági és Jogi, Bp., 1967
- Állam, politika, tudomány. Tanulmányok; összeáll. Kemény István, Varga Iván, ford. Józsa Péter; Közgazdasági és Jogi, Bp., 1970
- Gazdaságtörténet. Válogatott tanulmányok; ford., jegyz. Erdélyi Ágnes, vál. Bertalan László, utószó Hahn István; Közgazdasági és Jogi, Bp., 1979
- A protestáns etika és a kapitalizmus szelleme. Vallásszociológiai írások; ford. Gelléri András et al., utószó Lukács József, jegyz. Berényi Gábor; Gondolat, Bp., 1982 (Társadalomtudományi könyvtár)
- Gazdaság és társadalom. A megértő szociológia alapvonalai; ford., jegyz. Erdélyi Ágnes; Közgazdasági és Jogi, 1987–1999
  - 1. Szociológiai kategóriatan; 1987
  - 2/1. A gazdaság, a társadalmi rend és a társadalmi hatalom formái. A társadalmi szervezetek: közösségek, társulások, vallások; 1992
  - 2/2. A gazdaság, a társadalmi rend és a társadalmi hatalom formái. Jogszociológia; 1995
  - 2/3. A gazdaság, a társadalmi rend és a társadalmi hatalom formái. Az uralom szociológiája I.; 1996
  - 2/4. A gazdaság, a társadalmi rend és a társadalmi hatalom formái. Az uralom szociológiája II.; 1999
- A politika mint hivatás; ford. Lannert Judit, László Géza; Művelődéskutató Intézet, Bp., 1989 (Medvetánc füzetek)
- A tőzsde; ford. Mezei I. György, utószó Bácskai Tamás; Ikva, Bp., 1995 (Szociológiai horizontok)
- A tudomány és a politika mint hivatás; összeáll. Fehér M. István Józsa Péter ford. átdolg. Glavina Zsuzsa; Kossuth, Bp., 1995
- A protestáns etika és a kapitalizmus szelleme; ford. Józsa Péter, Lissauer Zoltán, Somlai Péter, jegyz. Berényi Gábor; 2. bőv. kiad.; Cserépfalvi, Bp., 1995 (A társadalomtudomány klasszikusai)
- Tanulmányok; ford. Józsa Péter et al.; Osiris, Bp., 1998 (Osiris könyvtár. Szociológia)
- A megértő szociológia néhány kategóriájáról; in: Erdélyi Ágnes: A társadalmi világ ideáltipikus felépítése. Tanulmányok; Typotex, Bp., 2003
- A tudomány és a politika mint hivatás; ford. Glavina Zsuzsa; 2. átdolg. kiad.; Kossuth, Bp., 2004
- Vallásszociológia. A vallási közösségek típusai; ford., jegyz. Erdélyi Ágnes; Helikon, Bp., 2005 (Bertalan László társadalomtudományi könyvtár)
- Világvallások gazdasági etikája. Vallásszociológiai tanulmányok. Válogatás; összeáll., szerk., jegyz. Hidas Zoltán, ford. Ábrahám Zoltán et al.; Gondolat–ELTE TTK, Bp., 2007 (Társadalomtudományi könyvtár)
- Politikai szociológia. Politikai közösségek. Az uralom; ford., jegyz. Erdélyi Ágnes; Helikon, Bp., 2009 (Bertalan László társadalomtudományi könyvtár)
- A zene racionális és szociológiai alapjai; ford., utószó, jegyz. Tokaji András; Gondolat, Bp., 2020
- A protestáns etika és a kapitalizmus szelleme; ford. Ábrahám Zoltán, szerk., jegyz., utószó Hidas Zoltán; L'Harmattan, Bp., 2020 (Ars sociologica)